# Csillagfejlődés

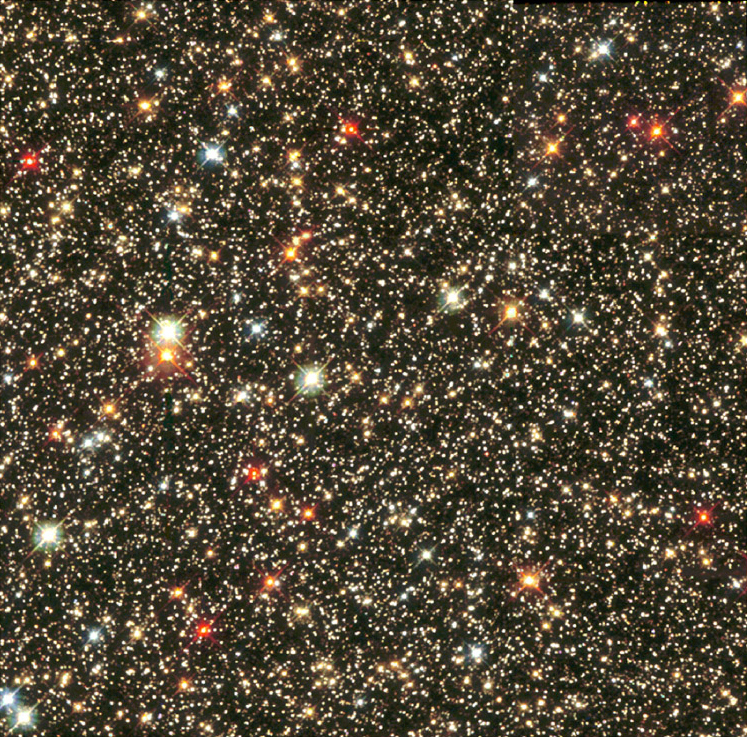
Sűrű csillagmező a Sagittariusban

Csillagfejlődés alatt értjük azon változások sorozatát, amely egy csillagban, élete során (több százezer, több millió vagy pár milliárd év alatt) lejátszódik. Ez idő alatt fényt és hőt bocsát ki, de a háttérben radikális változások is történnek. A csillagfejlődést nem csupán egyetlen csillag megfigyelésével vizsgálják - a legtöbb változás túl lassú, még évszázadokon át tartó megfigyelés esetén is. Ehelyett számos, különböző életciklusban lévő csillagot vizsgálnak az asztrofizikusok, ezenkívül számítógépes modellek is segítik a csillagstruktúrák szimulációját.

## Születés

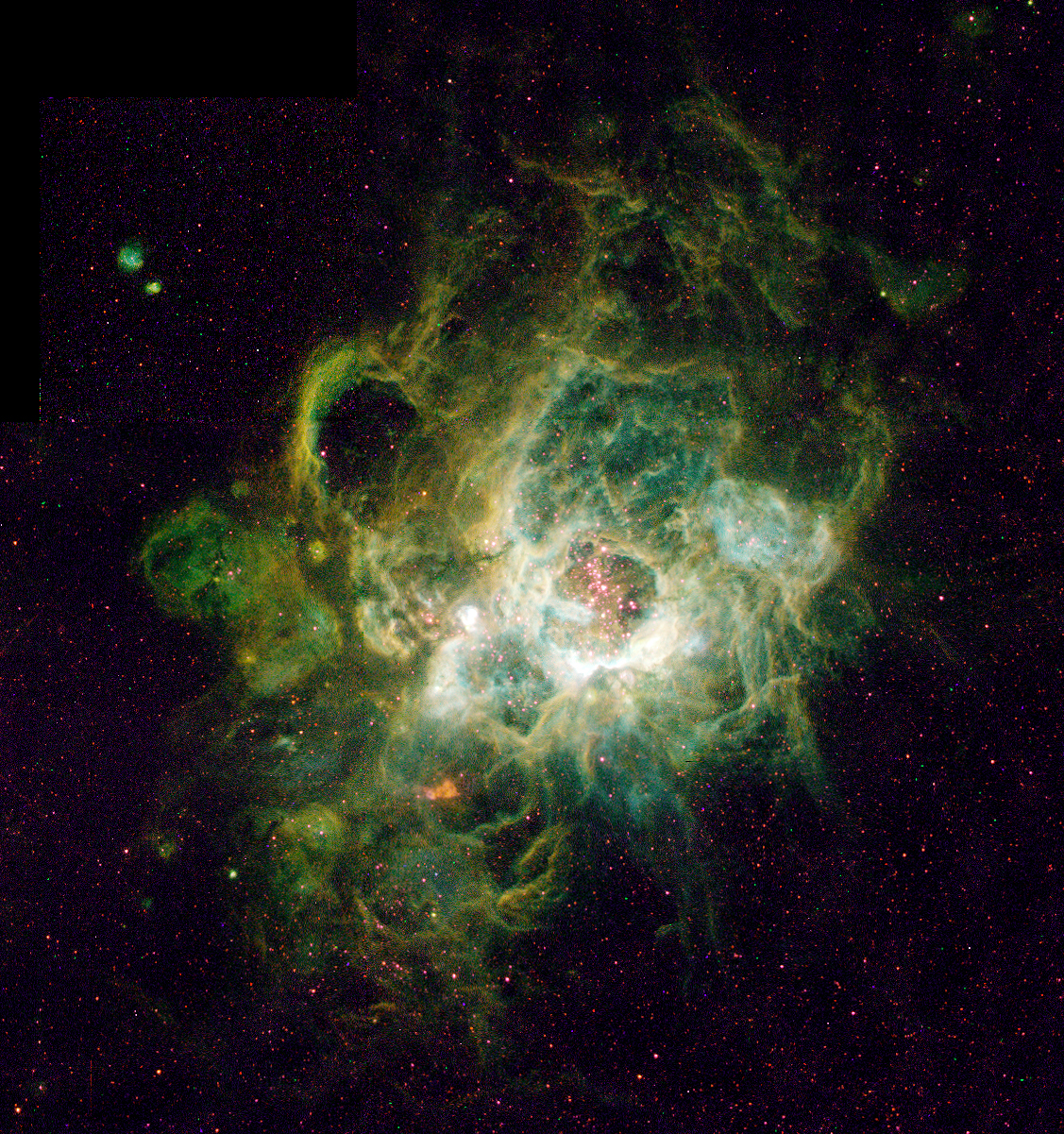
NGC 604, egy óriási csillagkeletkezési régió (csillagbölcső) a Triangulum-galaxisban

A csillagfejlődés egy gigantikus molekuláris felhővel kezdődik (továbbiakban GMC=Giant Molecular Cloud), melyet a csillagbölcsőnek is neveznek. A galaxisokban egy cm³ „üres” térrész körülbelül 0,1-1 részecskét tartalmaz, míg a GMC sűrűsége néhány millió részecske/cm³. Egy ilyen GMC a maga 50-300 fényéves méreteiben 100000 vagy 10 000 000-szer annyi tömeget fogad be, mint a mi Napunk.
Amíg a GMC kering a galaxisban, különböző események hatására felléphet az úgynevezett gravitációs zsugorodás. A GMC-k egymással is találkozhatnak, amíg áthaladnak a galaxis sűrű, óriási méretű spirálkarjain. Egy közeli szupernóva-robbanás szintén beindíthatja a zsugorodás folyamatát, mivel ekkor nagy mennyiségű és sebességű anyag áramolhat a ködbe. A galaxisok ütközése rengeteg csillag kialakulását hozhatja magával rövid időn belül, mivel a két galaxis ködei összenyomódnak és felkavarodnak.
A zsugorodó GMC egyre kisebb és kisebb részekre tördelődik. Az 50 naptömegnél könnyebb részek már képesek csillagokká formálódni. Ezekben a töredékekben ahogy zsugorodik a gáz egyre jobban melegszik is, mivel gravitációs helyzeti energia szabadul fel. Mindezek eredményeképpen a felhő gömbölyű, forgó protocsillaggá alakul.
A csillaglét eme szakasza majdnem mindig észrevétlen marad a sűrű köd mélyében. Gyakran ezek a globulák körvonalként látszódnak a környező gáz fényében.
A nagyon kis protocsillagok képtelenek elérni a hidrogén fúziós folyamatához szükséges hőmérsékletet; ezek a 0,1 naptömegnél kisebb barna törpék. A 13 Jupiter-tömegnél (MJ) nehezebb példányokban viszont már működik a fúzió, ezért némely csillagász csupán ezeket nevezné barna törpének, ide sorolva a bolygóknál nagyobb, de a csillagoknál kisebb objektumokat.
Mindkét típus (deutérium égető vagy sem) homályosan világít, lassan, fokozatosan hűl, és néhány százmillió év múltán kialszik.
A nagyobb tömegű protocsillagok központi hőmérséklete végül elérheti a 10 millió kelvint, amelynél már beindulhat a proton-proton ciklus, vagyis a hidrogénmagok deutériummá, majd héliummá egyesülése. A „fellobbanó” nukleáris fúzió viszonylag rövid idő alatt egy olyan állapothoz vezet, melynél a magból kiáramló energia megakadályozza a további zsugorodást; így a csillag stabil állapotba kerül.

## Fősorozati állapot

Egy naptömegű csillag fejlődése a Hertzsprung–Russel diagramon. 3: főág, 4: vörös óriás, 5: fehér törpe. Alul a csillag színképosztálya, felül a hőmérséklete, jobbra az abszolút magnitúdója, balra a naphoz viszonyított luminozitása látható a tengelyeken.

Az újonnan létrejövő csillagok különböző színűek és méretűek. A kibocsátott sugárzás spektrális összetevői alapján lehetnek kék („forró”) avagy vörös („kevésbé forró”) színűek. Tömegük a kevesebb mint 0,5-től a 20 naptömeget is meghaladó tartományba eshet. A csillag fényessége és színe végső soron a felületi hőmérsékletétől, az pedig a tömegétől függ.
Az új csillag a Hertzsprung–Russell-diagrambeli fősorozat adott pontján helyezkedik el. A kicsi, hideg vörös törpék hidrogénkészletüket lassan használják fel, így akár százmilliárd évig is a fősorozaton lehetnek; míg a nagy, forró szuperóriások már néhány millió év után elhagyják a fősorozatot. A Naphoz hasonló közepes méretű csillagok körülbelül tízmilliárd évig maradnak a fősorozat vonalán. A Napról azt feltételezik, hogy életének a közepe tájékán jár, vagyis még a fősorozathoz tartozik. Amint a csillag felhasználja hidrogénjének nagy részét, kikerül a fősorozatból.

## A vörös óriás állapot
A kezdeti tömegtől függően néhány millió vagy milliárd év után a csillag felemészti hidrogéntartalékait (a nagy és forró csillagok esetén ez sokkal hamarabb következik be). Amint a magban a héliumkoncentráció elér egy bizonyos szintet, a nukleáris folyamat elhal. Ezt hívják héliummérgezésnek.
A megszűnő reakciók ettől fogva képtelenek ellensúlyozni azt a gravitációs erőt, amit a nagy tömegegyüttes okoz, így a külső rétegek a mag belsejébe préselődnek. A nyomás és a hőmérséklet növekszik - hasonlóan, mint a protocsillagok kialakulásánál, csak most jóval magasabb szinten. Ez a folyamat egészen addig tart, amíg a maghőmérséklet el nem ér körülbelül 100 millió K-t, azaz a hélium-fúzió beindulásáig.
Az igen forró mag hatására a külső rétegek ismét kiterjednek, ám most roppant sebességgel, a csillag méretét a fősorozatbeli állapothoz képest 100-szorosra növelve. Az így létrejött vörös óriásban a héliumégető fázis, még jó néhány millió évig tarthat. Majdnem minden vörös óriás úgynevezett változócsillag.
Hogy ezután mi történik a csillaggal az ismét a tömegétől függ.

## A csillagfejlődés végállapotai

### Kis tömegű csillagok ( < 0,5 Mnap)
Jelenleg még nem ismert, hogy pontosan mi történik, ha egy kis tömegű csillag felhasználja hidrogénjét: a világegyetem életkorát 13,7 milliárd évesre becsülik, ami (egyes esetekben nagyságrendekkel) kisebb idő, mint ami a fűtőanyag elfogyásához szükséges; így a jelenlegi feltételezések számítógépes modellezésen alapulnak.
Némely csillagok héliumot egyesíthetnek forró magvaikban, ezzel instabil és páratlan reakciókat okozva, például napszelet. Ezekben az esetekben nem alakul ki planetáris köd, hanem a csillag egyszerűen elpárolog, kicsivel többet hagyva, mint egy barna törpe.
A 0,5 naptömegnél kisebb objektumok viszont sohasem képesek a héliumfúzió beindítására - még a hidrogénfúzió leállását követően sem. Egyszerűen kevés a magot közrefogó tömeg és nyomás. Egyes vörös törpék – mint például a Proxima Centauri – ezerszer hosszabb ideig élhetnek, mint a mi Napunk. A legutóbbi asztrofizikai modellek azt sugallják, hogy a 0,1 naptömegű vörös törpék majdnem 6 trillió évig a fővonalon maradhatnak és további néhány százmilliárd évbe telik, míg fehér törpévé alakulnak.

### Közepes csillagok

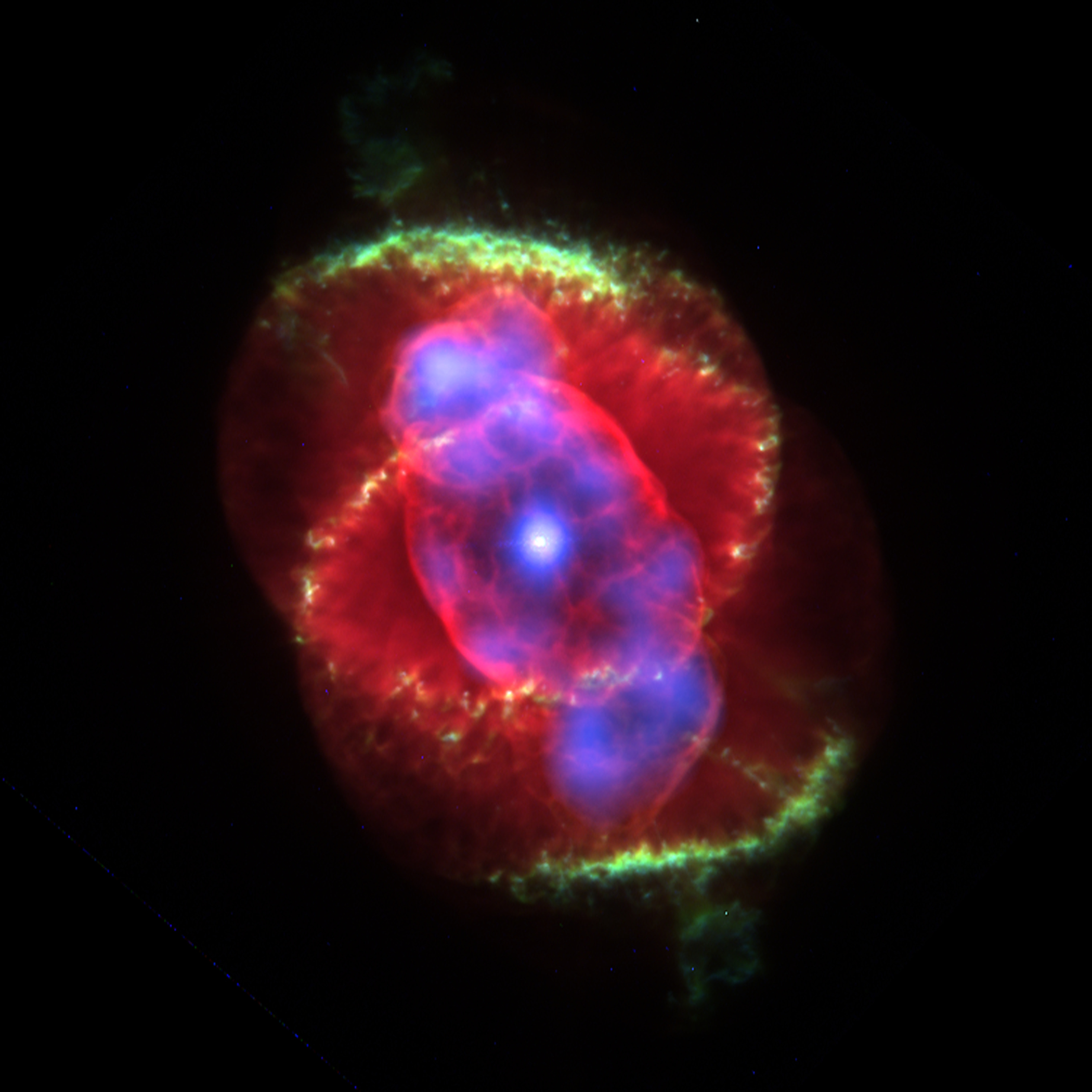
A Macskaszem-köd: egy planetáris köd ami a nappal körülbelül azonos tömegű csillag halálakor keletkezett

Amint egy közepes méretű (0,4 és 3,4 naptömegű) csillag eléri a vörös óriás fázist, a külső rétegei elkezdenek kiterjedni, míg a mag befelé húzódik, és a hélium elkezd szénné fuzionálni. A fúzió által felszabaduló energia még némi „haladékot” ad a csillagnak. Egy Nap méretű égitestnél ez a folyamat hozzávetőleg egymilliárd évig tart.
Az energiakibocsátásban bekövetkezett változások hatására a csillag instabil periódusokon megy át, változtatva a méretét, felületi hőmérsékletét, továbbá az energiakibocsátás mennyiségét és spektrumát (alacsonyabb frekvenciák felé tolódik el). Mindez megnövekedett tömegveszteséggel jár, ami erőteljes napszelek és pulzációk során nyilvánul meg. Ezeket a csillagokat késői típusú, OH-IR avagy Mira-típusú csillagoknak nevezzük. A leváló gáz viszonylag gazdag a nehéz elemekben, melyek a csillag belsejében jönnek létre. A csillag típusától függően kiváltképp a szén, illetve oxigén elemek jellemzőek. A gáz egy egyre kiterjedő kagyló alakzatban gyülemlik fel (ezt csillagköri fénykoszorúnak nevezik), majd ahogy távolodik az égitesttől, egyre jobban hűl is, lehetővé téve részecskék és molekulák létrejöttét. A csillag közepe, mint erős infravörös sugárforrás ideális feltételeket biztosít, hogy a fénykoszorúban a mézer hatás létrejöhessen.
A héliumégető reakciók rendkívül érzékenyek a hőmérsékletre, ami nagy instabilitást okoz. Óriási pulzációk lépnek fel, amelyek végső fokon elegendő kinetikus energiát adnak a külső rétegek (planetáris ködként való) leválásához. A köd belsejében megmarad a csillag egyre hidegebb magja, ami végül egy kis méretű, de kifejezetten sűrű fehér törpévé alakul; tipikusan 0,6 naptömeggel, de a Földdel azonos térfogattal.

#### Fehér törpék
A fehér törpék stabil csillagok, mivel a gravitáció befelé irányuló húzóerejével egyensúlyt tart a degenerált elektronok nyomása.(Ez a nyomás a Pauli-féle kizárási elv következménye; nem keverendő össze a normál anyagbeli elektronok villamos taszítóerejével.) Fűtőanyag hiányában a csillag már csak a maradék hőenergiáját sugározza az űrbe, mintegy néhány tíz-száz milliárd évig.
Ami végül megmarad, az egy hideg, sötét tömeg, amit néha fekete törpének hívnak. Mindazonáltal az univerzum még túl fiatal, hogy ilyen fekete törpék létezhessenek.
Amennyiben egy fehér törpe tömege a Chandrasekhar-féle 1,4 naptömeges határ fölé növekszik, akkor a degenerált elektronok nyomása gyengének bizonyul ahhoz, hogy az összeroskadást megakadályozza. (Vagyis 1,4 naptömegnél nagyobb fehér törpék nem létezhetnek.) A kettős rendszerekben fellépő anyagáramlás okozhat ilyen tömegnövekedést, ami végül a csillag la-típusú szupernóva-robbanásához vezet. Ezek a szupernóvák sokkal erőteljesebbek lehetnek, mint a masszív csillagok II-típusú szupernóva-robbanásai.
Abban az esetben, ha egy fehér törpe egy másik, közeli csillaggal alkot kettős rendszert, akkor a nagyobbik társból hidrogén szivároghat a fehér törpébe és köréje. Amint ez a (préselődő, sűrűsödő) hidrogén elég forró lesz, fúziós reakció(k) során távozik, és a csillag tömege a Chandrasekhar-határ alatt marad. Az említett reakciós folyamat úgynevezett nóvarobbanáshoz vezet.

### Szupernehéz csillagok

Nagy tömegű csillagokban életük vége felé különböző összetételű rétegek alakulnak ki, és ezekben különböző folyamatok zajlanak

Miután a négy naptömegnél nagyobb csillagot, a növekvő külső rétegei vörös óriássá változtatják, a csillag mag „enged a gravitációnak” és elkezd zsugorodni. Miközben zsugorodik, forróbb és sűrűbb lesz, és a nukleáris reakciók újabb sorozata indul meg. Ezek a reakciók egyre nehezebb elemeket egyesítenek; átmenetileg gátolva a csillag magjának összeroskadását.
A lejátszódó folyamat a periódusos rendszer szerinti fázisokon haladva eljut a szilícium→vas56 ciklushoz. Ezidáig energia-felszabadító fúziók tartották fenn a csillagot; viszont a vas fúziója már energiát fogyaszt. Mihelyt ez bekövetkezik, megszűnik a energia kiáramlás, ami a roppant gravitációt ellensúlyozná, ez pedig a csillag összeroskadásához vezet.
Még nem tisztázott, hogy pontosan milyen folyamat játszódik le ezután, de annyit tudni róla, hogy a másodperc töredéke alatt félelmetes szupernóva-robbanáshoz vezet.
A mindezzel járó neutrínóáradat egy lökéshullámot indít, mialatt a folyamatos részecskesugárzás szétrobbantja a csillagban felhalmozódott anyag nagy részét. Ezek az úgynevezett mag-elemek, melyek nem nehezebbek a vasnál. Miközben a szétterjedő anyag neutrínó bombázásnak van kitéve, atomjai elnyelhetnek neutrínókat, így létrehozva a vasnál nehezebb elemeket egészen az uránig. Szupernóva nélkül ezek az elemek nem jöhetnének létre.
A sokkhullám és a neutrínóáradat tovább röpíti az anyagot a haldokló égitesttől a csillagközi űrbe. Az áramló anyag összeütközhet egyéb kozmikus termékekkel, létrehozva újabb csillagokat, bolygókat, holdakat avagy nyersanyagként szolgálhat sokféle élő dolog számára.
Még nem teljesen tisztázott, hogy egy-egy szupernóva-robbanás során valójában milyen mechanizmusok játszódnak le, vagy hogy pontosan mi marad az eredeti csillagból. Ez utóbbit illetően két kimenetel feltételezhető:

#### Neutroncsillagok
Ismeretes, hogy néhány szupernóva esetén a szuperóriás gravitációja olyan erős, hogy az atomok elektronjait az atommagba préseli, ahol azok a protonokkal kombinálódva neutronokká alakulnak. (Arányaiban, ha egy atommagot porszemnek képzelnénk el, akkor az egész atom futballstadion méretű lenne.) Megszűnik az elektromágneses erő, amely az egyes atommagokat távol tartaná, és a csillag teljes magvából csupán egy neutronokból (tulajdonképpen egyetlen nagy atommagból) álló sűrű gömb jön létre.
Ezek a neutroncsillag néven ismert objektumok extrém kis méretűek – néhányszor 10 km átmérőjűek, nem nagyobbak mint egy nagyobb város – mindemellett rendkívül sűrűek. A forgási periódus a csillag zsugorodásával drasztikusan rövidül (az impulzusmegmaradás miatt); némelyik több mint 600 fordulatot tesz meg másodpercenként. Ha ezeknek a gyorsan forgó égitesteknek az északi vagy déli mágneses pólusa igazodik a Földhöz, akkor fordulatonként egy kisugárzott impulzus észlelhető. Az ilyen neutroncsillagokat pulzároknak nevezzük, amelyek az elsőként felfedezett neutroncsillagok voltak.

#### Fekete lyukak
Széles körben elterjedt nézet, hogy nem minden szupernóva hoz létre neutroncsillagot. Ha ugyanis a csillag tömege elég nagy, akkor maguk a neutronok is összepréselődnek és a csillag összeroskadása folytatódik, míg sugara a Schwarzschild-sugár alá csökken. A csillag ekkor fekete lyukká változik.
A fekete lyukak létezését az általános relativitáselmélet jósolta meg. A klasszikus általános relativitásnak megfelelően anyag vagy információ nem távozhat a fekete lyuk belsejéből a külső megfigyelő felé, habár egyes kvantummechanikai hatások engedhetnek kibúvót ez alól a szigorú szabály alól.
A fekete lyukak létezése mind elméletileg, mind megfigyelések által is bizonyított, bár nyitott kérdések még maradtak. Jelenleg nem teljesen tisztázott a csillagok összeroskadása, hogy megválaszoljuk: lehetséges-e a közvetlenül fekete lyukká válás szupernóva nélkül; léteznek-e szupernovák melyek fekete lyukakat hoznak létre; valamint mi a pontos összefüggés a csillag eredeti tömege és a végső objektum között.

## Fordítás
- Ez a szócikk részben vagy egészben  a   Stellar_evolution című angol Wikipédia-szócikk fordításán alapul.  Az eredeti cikk szerkesztőit annak laptörténete sorolja fel. Ez a jelzés csupán a megfogalmazás eredetét és a szerzői jogokat jelzi, nem szolgál a cikkben szereplő információk forrásmegjelöléseként.
- Ez a szócikk részben vagy egészben  az   Evolución estelar című spanyol Wikipédia-szócikk fordításán alapul.  Az eredeti cikk szerkesztőit annak laptörténete sorolja fel. Ez a jelzés csupán a megfogalmazás eredetét és a szerzői jogokat jelzi, nem szolgál a cikkben szereplő információk forrásmegjelöléseként.